# Stylopoda sexpunctata
Stylopoda sexpunctata är en fjärilsart som beskrevs av Barnes och Mcdunnough 1916. Stylopoda sexpunctata ingår i släktet Stylopoda och familjen nattflyn. Inga underarter finns listade i Catalogue of Life.